# 菊丘ひろみ
菊丘 ひろみ（きくおか ひろみ、ヒロミキクオカ、Hiromi Kikuoka）は、日本の音楽家である。

## 略歴
福岡県出身。10歳よりクラシックバレエ、生田流箏を習う。
15歳より声楽を学び、主にイタリア歌曲を歌う。
音楽大学卒業後上京。ボーカリストとして活動するかたわらスチールモデルとしても活躍。同時にニューヨーク、ブラジルにて音楽を学ぶ。ボサノヴァに深く傾倒しブラジルに渡りサンバ・ボサノヴァ等、現地の音楽を深く学び、現地の音楽家とのセッションも経験する。2002年、ソニージャパンインターナショナルよりメジャーデビュー。。

## ディスコグラフィー

### アルバム
- 2002.07.24 - Linda Flor[2]

- 2003.05.21 - Que Bom![3]*

- 2007.07.18 - イマージュ サウダージ　-ボッサ・ブリーズ[4]

- 2009.06.24 - 鷹の台Bossa ～オーガニック～[5]

- 2012.08.22 - カフェ・ダ・プライア～海辺のCafe[6]

- 2014.04.23 - 癒しのボッサ～Sweet Bossa Cafe～[7]